# Emissão de elétrons por campo
Emissão de elétrons por campo ou simplesmente emissão por campo é uma emissão de elétrons induzidos por campos eletromagnéticos externos. A emissão por campo pode ocorrer de superfícies sólidas e líquidas, ou átomos individuais no vácuo ou ao ar, ou ainda, resultado da promoção de elétrons de valência da banda de condução dos semicondutores. A terminologia é histórica porque os fenômenos de superfície relacionados, fotoelétrico, emissão termoiônica ou efeito Richardson-Dushman e "emissão eletrônica fria", i.e. a emissão de elétrons em campos elétricos estáticos (ou quase-estáticos) fortes, foram descobertos e estudados independentemente dos anos 1880s a 1930s. Quando a emissão por campo é usada sem qualificadores ela tipicamente significa a "emissão fria".
Emissão por campo em metais puros ocorre em campos elétricos intensos: os gradientes são normalmente mais altos que 1000 volts por micron e fortemente dependentes da função trabalho. Fontes de elétrons baseadas em emissão por campo tem um bom número de aplicações, mas é mais uma fonte primária indesejável do fenômeno de arco no vácuo e descarga elétrica, os quais engenheiros trabalham para prevenir. Exemplos de aplicações para emissão por campo de superfície incluem a construção de fontes luminosas de elétrons para microscópios eletrônicos de alta resolução ou para descarregar naves espaciais de cargas induzidas. Dispositivos os quais eliminam cargas induzidas são chamados de neutralizadores de carga.
A emissão por campo foi explicada pelo tunelamento quântico de elétrons no final dos anos 1920s. Este foi um dos triunfos da nascente mecânica quântica. A teoria de emissão por campo de corpos metálicos foi proposta por Fowler e Nordheim.
Uma família de equações aproximadas, "equações de Fowler–Nordheim", é nomeada em honra a eles. Estritamente, as equações de Fowler-Nordheim aplicam-se somente a emissão de campo de corpos metálicos e (com a modificação adequada) a outros corpos sólidos cristalinos, mas são frequentemente usadas – como uma aproximação grosseira – para descrever emissão por campo de outros materiais.
Em alguns aspectos, a emissão de elétrons por campo é um exemplo paradigmático do que os físicos entendem por tunelamento. Infelizmente, é também um exemplo paradigmático das grandes dificuldades matemáticas que podem surgir. Modelos simples de ser resolvidos da barreira de tunelamento conduzem às equações (incluindo a equação do tipo Fowler-Nordheim origina de 1928) que são previsões de densidade de corrente de emissão muito baixa, por um fator de 100 ou mais. Se alguém introduz um modelo de barreira mais realista na forma mais simples da equação de Schrödinger, então, um problema matemático embaraçoso surge sobre a equação diferencial resultante: é conhecido por ser matematicamente impossível, em princípio, resolver-se esta equação exatamente em termos das funções habituais de física matemática, ou de qualquer forma simples. Para chegar até uma solução aproximada, é necessário utilizar métodos especiais de aproximação conhecidos na física como métodos "semiclássicos" ou "quase-clássicos". De maneira ainda pior, um erro de matemática foi feito na petição inicial destes métodos para a emissão de campo, e mesmo a teoria corrigida que foi posta em prática nos anos 1950 tivera sido formalmente incompleta até muito recentemente. Uma consequência desta (e outras) dificuldades tem sido uma herança de incompreensão e desinformação que ainda persiste em algumas correntes da literatura de pesquisa de emissões por campos. Este artigo tenta apresentar um cálculo básico de emissão por campo "para o século 21 e além", que é livre dessas confusões.

## Terminologia e convenções
Emissão de elétrons por campo, emissão de elétrons induzida por campo, emissão por campo e emissão por campo de elétrons são nomes gerais para este fenômeno experimental e sua teoria. O primeiro nome é o usado neste artigo.
Tunelamento Fowler–Nordheim é o tunelamento ondulatório-mecânico de elétrons através de uma barreira triangular arredondada criada na superfície de um condutor de elétrons através da aplicação de um campo elétrico muito alto. Elétrons individuais podem escapar por tunelamento Fowler-Nordheim de muitos materiais em várias circunstâncias diferentes.
Emissão de elétrons por campo frio (na literatura, CFE, de cold field electron emission) é o nome dado ao regime de emissão estatística particular, no qual os elétrons no emissor estão inicialmente emequilíbrio termodinâmico interno, e no qual a maioria dos elétrons emitidos escapa por tunelamento Fowler-Nordheim dos estados de elétrons perto do nível do emissor Fermi. [Em contraste, no regime emissão Schottky, a maioria dos elétrons escapa acima do topo de uma barreira induzida por campo, de estados bem acima do nível de Fermi]). Muitos materiais sólidos e líquidos podem emitir elétrons em um regime CFE se um campo elétrico de um valor apropriado é aplicado.
Equações do tipo Fowler–Nordheim são uma família de equações aproximadas derivadas para descrever CFE dos estados de elétrons internos em materiais massivos. Os diferentes membros da família representam diferentes graus de aproximação da realidade. Equações aproximadas são necessárias porque, para modelos fisicamente realísticos da barreira de tunelamento, é matematicamente impossível em princípio resolver a equação de Schrödinger de maneira exata por qualquer meio simples. Não existe razão teórica para acreditar-se que equações do tipo Fowler-Nordheim descrevem de maneira válida a emissão de campo a partir de outros materiais que sólidos massivos cristalinos.
Para metais, o regime CFE estende-se para bem acima da temperatura ambiente. Existem outros regimes de emissão de elétrons (tais como "emissão térmica de elétrons" e "emissão de Schottky") que requerem significativo aquecimento externo do emissor. Existem também regimes de emissão, onde os elétrons internos não estão em equilíbrio termodinâmico e a emissão corrente é, em parte ou totalmente, determinada pelo suprimento de elétrons para a região de emissão. Um processo de emissão de não-equilíbrio deste tipo pode ser chamado de emissão de campo (de elétrons) se a maioria dos elétrons escapam por tunelamento, mas estritamente não é CFE, e não é precisamente descrita por uma equação do tipo Fowler-Nordheim.
Cuidado é necessário porque em alguns contextos (e.g. engenharia espacial), o nome "emissão de campo" é aplicado à emissão induzida por campo de íons (emissão de íons por campo), em vez de elétrons, e porque, em alguns contextos teóricos "emissão de campo" é usado como um caso geral abrangendo tanto emissão de elétrons por campo quanto emissão de íons por campo.
Historicamente, o fenômeno de emissão de elétrons por campo tem sido conhecido por uma variedade de nomes, incluindo "o efeito aeona", "emissão autoeletrônica", "emissão fria", "emissão de cátodo frio", "emissão de campo", "emissão de elétrons por campo" e "emissão de campo de elétrons".
Equações neste artigo são escritas usando o Sistema Internacional de Unidades (SIU). Este é o moderno (pós-1970) sistema internacional, baseado na racionalização do sistema metro-quilograma-segundo (rmks) de equações, que é usado para definir as unidades SI. Literatura mais antiga de emissão de campo (e trabalhos que copiam diretamente as equações da literatura de alguma idade), muitas vezes escrevem algumas equações utilizando um sistema mais velho de equações que não usam a grandeza da ε0. Neste artigo, todas as tais equações foram convertidas para a forma internacional moderna. Para maior clareza, isto deve sempre ser feito.